# 何塞·路易斯·巴列斯特尔
何塞·路易斯·巴列斯特尔（西班牙語：José Luis Ballester，1968年8月17日—），西班牙男子帆船运动员。他曾代表西班牙参加1992年、1996年和2000年夏季奥林匹克运动会帆船比赛，其中1996年奥运会获得一枚金牌。